# Кормовая ценность борщевика Сосновского
Борщеви́к Сосно́вского (лат. Heracléum sosnówskyi) — вид растения рода Борщевик (Heracleum) семейства Зонтичные (Umbelliferae). Высокоурожайное растение, используемое для скармливания скоту в свежем и повяленном виде, а также для силосования. Одна из лучших силосных культур для Нечерноземья и Чернозёмной зоны.
По содержанию органических и минеральных веществ, их усвояемости, поедаемости и общей питательности, протеиновой, энергетической и витаминной обеспеченности кормовая масса и приготовленный из неё силос не уступает многим кормовым культурам.

## История культивирования
Первые опыты по выращиванию борщевика Сосновского как новой силосной культуры проведены в 1947 году в Полярно-альпийском ботаническом саду. С 1951 года растение стало объектом изучения сотрудников Ботанического института имени В. Л. Комарова, Ленинградского педагогического института и Северо-Западного научно-исследовательского института сельского хозяйства. Позже растение привлекло специалистов разного профиля, работающих в научных и производственных учреждениях в разных районах СССР. Освоение культуры проводилось на полях совхозов и колхозов Еревана, Житомира, Киева, Санкт-Петербурга, Минска, Москвы, Нарьян-Мара, Петрозаводска, Сывтывкара и других городов.

## Силос
Наибольшую ценность борщевик Сосновского имеет как силосная культура. Относится к хорошо силосуемым культурам — растение содержит много растворимых углеводов и довольно много клетчатки необходимых для развития молочнокислого брожения и хорошего консервирования зелёной массы. В чистом виде имеет зеленовато-жёлтый цвет, приятный запах квашеной капусты и слабый запах борщевика. Небольшая примесь тимофеевки или овса полностью убирает специфический запах. Эфирные масла в готовом силосе обнаруживаются в тысячных долях процента.
По общей питательности и содержанию переваримого протеина силос даже при высокой влажности уступает только некоторому силосу из бобово-злаковых смесей, приготовленному в ранние фазы развития растений. Не обнаружено существенного изменения свойств и состава молока при кормлении силосом борщевика. Биохимические показатели крови коров оказались в норме.
Силос хорошо поедается скотом. В целях выяснения влияние силоса из борщевика Сосновского на организм молочного скота поставлен «острый опыт», в котором скармливалось до 35 кг силоса на голову в сутки. Даже в значительных количествах силос не оказал вредного и токсичного действия на коров. У подопытных коров жирность молока, вкус, запах, цвет, содержание белка, лактозы, по сравнению с молоком коров контрольной группы изменение не претерпело.
Отличается высокой переваримостью питательных веществ. Для протеина переваримость равна 73,1 %, клетчатки 63,8 %, жира 70,2 %, БЭВ 90,7 %. На 100 кг силоса при влажности 84,66 % содержится 15—17 кормовых единиц. В 1 кг абсолютно сухого вещества 1—1,1 кормовых единиц. На одну кормовую единицу приходится около 90 г переваримого протеина.
На питательную ценность растения влияет внесение удобрений. После подкормки растений азотом, калием, фосфором, одновременно с внесением извести и навоза, содержание в контрольной группе протеина выросло с 8,88 % до 16,5 %. При этом количество клетчатки снизилось с 19,3 % до 16,5 %.

## Химический состав
Все части борщевика Сосновского содержат 7 различных фуранокумаринов. Листья как основной компонент силоса содержат в значительных количествах ангелицин (изопсорален), бергаптен, ксантотоксин, другие фуранокумарины обнаружены в виде следов. Бергаптен, ксантотоксин и ангелицин обладают фотосенсибилизирующей активностью, повышают чувствительность организма к свету, но в малых концентрациях способствуют увеличению пигментации кожи и тем самым защищают организм от повреждающего действия ультрафиолетовых лучей. В больших дозах указанные фуранокумарины способны вызывать дерматиты кожи, протекающие по типу ожогов 1—3 степени. Самым активным из перечисленных выше фуранокумаринов является ксантотоксин. Также псорален и ангелицин активно действуют на ряд желез внутренней секреции: щитовидную, поджелудочную и половую, надпочечников.
Борщевик содержит относительно большое количество протеина. Больше всего в листовых пластинках — 14,1—22,3 %. Совсем мало в черешках 3,1—6,8 %. Наибольший сбор протеина на гектар достигается при уборке в конце бутонизации или в начале цветения. В фазе цветения изменение в химическом составе проходят быстро и удельный вес в зелёной массе резко снижается.
В белке найдено 17 аминокислот, в том числе и незаменимые. Много незаменимых аминокислот содержится в листьях и значительно меньше в стеблях и соцветиях. Содержит большое количество лизина, аргинина, треонина, лейцина, фенилаланина, а триптофана и метионина мало.
Растение богато сахарами. В отдельные годы содержание сахара в среднем составляет 19—21 %, а в черешках и стеблях 37—38 % (к абсолютно сухому веществу). Максимальное количество накапливается в фазу бутонизации. Сбор с урожаем составляет до 35 ц/га. Сахарный минимум по данным Кольского и Коми АН СССР составляет 9,7—10,8 %, что превышает необходимый для силосования минимум в 2—2,5 раза. По этому показателю борщевик Сосновского можно сравнить только с топинамбуром, кукурузой и кормовой капустой.
Растение содержит значительное количество каротина. Наибольшее количество накапливается в фазу бутонизации — при переходе к цветению. В 100 граммах сырых листьев собранных в фазе цветения содержалось 3,1—6,4 мг. Листовые пластинки содержали 13,4—19,0 мг на 100 грамм сырого вещества. Меньше всего каротина обнаружено в соцветиях и очень мало в черешках. На содержание каротина в значительной степени влияет температура — при её снижении содержание каротина падает.
Алкалоиды в зелёных частях не обнаружены.

## Прочее
Зелёная масса, содержащая в начале вегетации много протеина, позволяет использовать её для приготовления сенной муки.
Не пригоден для пастбищного использования и легко выпадает из травостоя. Также не представляет особой ценности в качестве сенокосной культуры поскольку имеет грубые стебли и очень сочные черешки листьев. В теплую погоду пластинки листьев быстро пересыхают и при сгребании сена превращаются в труху. Поэтому в сене находятся только стебли и черешки листьев, которые наименее ценны в кормовом отношении. В пасмурную погоду стебли и черешки высыхают и плесневеют, способствуют распространению плесени в стогах сена.